# Liste der Lieder von Vanilla Ninja
Dies ist die Liste der Lieder der estnischen Pop-Rock-Girlgroup Vanilla Ninja.
Aufgelistet sind alle Lieder ihrer Alben Vanilla Ninja (2003), Traces of Sadness (2004), Blue Tattoo (2005), Best Of (2005), Love Is War (2006) und Encore (2021). Zudem sind alle Cover, B-Seiten und Singles hier aufgeführt.
Ausgenommen sind alle Unplugged-, Extended- und Classical-Versionen sowie alle Instrumentalstücke.
Die Reihenfolge der Titel ist alphabetisch sortiert und gibt zudem Auskunft über die Urheber.

## B
| # | Titel                                                            | Autoren                                                                                     | Album       | Jahr |
| - | ---------------------------------------------------------------- | ------------------------------------------------------------------------------------------- | ----------- | ---- |
| 1 | Bad Girls                                                        | Michelle Leonard, Piret Järvis, Martin Fliegenschmidt                                       | Love Is War | 2006 |
| 2 | Ballroom Blitz Original: The Sweet                               | Nicky Chinn, Mike Chapman, Sven Lõhmus, Piret Järvis                                        | –           | 2003 |
| 3 | Battlefield                                                      | Claudio Pagonis, Jeff Lebowski                                                              | Love Is War | 2006 |
| 4 | Birds of Peace Beitrag zum Eesti Laul 2007, erschien als Single  | Elmar Liitmaa, Lenna Kuurmaa, Piret Järvis                                                  | –           | 2007 |
| 5 | Black Symphony                                                   | Kent Larsson, Michelle Leonard, Piret Järvis, Lenna Kuurmaa, Jeff Lebowski, Claudio Pagonis | Love Is War | 2006 |
| 6 | Blue Tattoo englische Version von Kauge Kuu, erschien als Single | David Brandes, Bernd Meinunger, Jane Tempest                                                | Blue Tattoo | 2004 |

## C
| # | Titel                                                                                          | Autoren                                      | Album         | Jahr |
| - | ---------------------------------------------------------------------------------------------- | -------------------------------------------- | ------------- | ---- |
| 1 | Club Kung Fu Beitrag zum Eesti Laul 2003, erschien 2004 als Single                             | Sven Lõhmus, Piret Järvis                    | Vanilla Ninja | 2003 |
| 2 | Cool Vibes Schweizerischer Beitrag zum Eurovision Song Contest 2005, erschien als Single       | David Brandes, Bernd Meinunger, Jane Tempest | Blue Tattoo   | 2005 |
| 3 | Corner of My Mind                                                                              | David Brandes, Bernd Meinunger, Jane Tempest | Blue Tattoo   | 2005 |
| 4 | Crashing Through the Doors Original: Spegelboll von Per Gessle; erschien in Estland als Single | Piret Järvis, Lenna Kuurmaa                  | –             | 2008 |

## D
| # | Titel                                                           | Autoren                                                          | Album                   | Jahr |
| - | --------------------------------------------------------------- | ---------------------------------------------------------------- | ----------------------- | ---- |
| 1 | Dangerzone erschien als Single                                  | Michelle Leonard, Lenna Kuurmaa, Martin Fliegenschmidt, Flo Peil | Love Is War             | 2006 |
| 2 | Daylight                                                        | David Brandes, Piret Järvis, Lenna Kuurmaa                       | Encore (Deluxe Edition) | 2021 |
| 3 | Destroyed by You                                                | David Brandes, Bernd Meinunger, Jane Tempest                     | Traces of Sadness       | 2004 |
| 4 | Don’t Go Too Fast erschien als Single; Original: Shades Apart   | David Brandes, Bernd Meinunger, Jane Tempest                     | Traces of Sadness       | 2004 |
| 5 | Don’t You Realize Original: Don’t You See the Light von E-Rotic | David Brandes, Bernd Meinunger, Jane Tempest                     | Traces of Sadness       | 2004 |
| 6 | Driving Through the Night Zum Lied existiert ein Musikvideo     | Piret Järvis, Lenna Kuurmaa                                      | Encore                  | 2021 |

## E
| # | Titel                           | Autoren                        | Album  | Jahr |
| - | ------------------------------- | ------------------------------ | ------ | ---- |
| 1 | Encore erschien 2022 als Single | Bernd Meinunger, David Brandes | Encore | 2021 |

## F
| # | Titel                                          | Autoren                        | Album  | Jahr |
| - | ---------------------------------------------- | ------------------------------ | ------ | ---- |
| 1 | Faith                                          | Bernd Meinunger, David Brandes | Encore | 2021 |
| 2 | Falling Star B-Seite auf der Single Dangerzone | Lenna Kuurmaa, Piret Järvis    | –      | 2006 |

## G
| # | Titel                                                                  | Autoren                        | Album         | Jahr |
| - | ---------------------------------------------------------------------- | ------------------------------ | ------------- | ---- |
| 1 | Gotta Get It Right erschien als Comebacksingle                         | David Brandes, Bernd Meinunger | Encore        | 2021 |
| 2 | Guitar and Old Blue Jeans englische Version von Vanad Teksad ja Kitarr | Sven Lõhmus, Piret Järvis      | Vanilla Ninja | 2003 |

## H
| # | Titel                                                        | Autoren                                      | Album             | Jahr |
| - | ------------------------------------------------------------ | -------------------------------------------- | ----------------- | ---- |
| 1 | Heartless Single war nur im Fanshop bestellbar               | David Brandes, Bernd Meinunger, Jane Tempest | Traces of Sadness | 2004 |
| 2 | Hellracer wurde 2006 von Gracia Baur gecovert (Sacrafice Me) | David Brandes, Bernd Meinunger, Jane Tempest | Blue Tattoo       | 2005 |

## I
| # | Titel                                                      | Autoren                                                                    | Album         | Jahr |
| - | ---------------------------------------------------------- | -------------------------------------------------------------------------- | ------------- | ---- |
| 1 | I Don’t Care at All                                        | David Brandes, Jane Tempest, Bernd Meinunger, Lenna Kuurmaa, Piret Järvis  | Blue Tattoo   | 2005 |
| 2 | I Know erschien als Single                                 | David Brandes, Bernd Meinunger, Jane Tempest                               | Blue Tattoo   | 2005 |
| 3 | I Miss You like Hell                                       | Steve Brooklyn                                                             | Encore        | 2021 |
| 4 | It Ainʼt You                                               | Bernd Meinunger, Piret Järvis, Lenna Kuurmaa, David Brandes                | Encore        | 2021 |
| 5 | Incredible erschien als Single                             | Bernd Meinunger                                                            | Encore        | 2021 |
| 6 | Inner Radio                                                | Sven Lõhmus, Piret Järvis                                                  | Vanilla Ninja | 2003 |
| 7 | Insane in Vain erschien 2007 als Airplay-Single in Estland | Michelle Leonard, Martin Fliegenschmidt, Claudio Pagonis, Bassel El Hallak | Love Is War   | 2006 |

## J
| # | Titel                    | Autoren                                      | Album       | Jahr |
| - | ------------------------ | -------------------------------------------- | ----------- | ---- |
| 1 | Just Another Day to Live | David Brandes, Bernd Meinunger, Jane Tempest | Blue Tattoo | 2005 |

## K
| # | Titel                                       | Autoren                                                     | Album         | Jahr |
| - | ------------------------------------------- | ----------------------------------------------------------- | ------------- | ---- |
| 1 | Kauge Kuu estnische Version von Blue Tattoo | Sven Lõhmus, Piret Järvis                                   | –             | 2004 |
| 2 | Kingdom Burning Down                        | Michelle Leonard, Kiko Masbaum, Piret Järvis, Lenna Kuurmaa | Love Is War   | 2006 |
| 3 | Klubikuningad                               | Sven Lõhmus                                                 | Vanilla Ninja | 2003 |

## L
| # | Titel                                                    | Autoren                                                   | Album                               | Jahr |
| - | -------------------------------------------------------- | --------------------------------------------------------- | ----------------------------------- | ---- |
| 1 | Liar erschien als Single                                 | David Brandes, Bernd Meinunger, Jane Tempest              | Traces of Sadness                   | 2004 |
| 2 | Light of Hope Weihnachtsversion von When the Indians Cry | David Brandes, Bernd Meinunger, Jane Tempest              | Traces of Sadness (Limited Edition) | 2004 |
| 3 | Looking for a Hero                                       | David Brandes, Bernd Meinunger, Jane Tempest              | Traces of Sadness                   | 2004 |
| 4 | Love Is Just a War                                       | Harry Hess, Lenna Kuurmaa, Michelle Leonard, Kiko Masbaum | Love Is War (Japan-Version)         | 2006 |

## M
| # | Titel                                                                                | Autoren                                                                   | Album                       | Jahr |
| - | ------------------------------------------------------------------------------------ | ------------------------------------------------------------------------- | --------------------------- | ---- |
| 1 | Megamix Zusammenschnitt von vier zuvor veröffentlichten Singles; erschien als Single | David Brandes, Bernd Meinunger, Jane Tempest                              | Best Of                     | 2005 |
| 2 | Metall Queen                                                                         | David Brandes, Bernd Meinunger, Jane Tempest                              | Traces of Sadness           | 2004 |
| 3 | My Immortal Original: Evanescence                                                    | Ben Moody, David Hodges, Amy Lee                                          | –                           | 2006 |
| 4 | My Name                                                                              | Kiko Masbaum, Lenna Kuurmaa, Michelle Leonard, Christoph Neander          | Love Is War (Japan Version) | 2006 |
| 5 | My Puzzle of Dreams Original: E-Rotic (Save Me)                                      | David Brandes, Bernd Meinunger, Jane Tempest, Lenna Kuurmaa, Piret Järvis | Blue Tattoo                 | 2005 |

## N
| # | Titel                                                         | Autoren                                      | Album         | Jahr |
| - | ------------------------------------------------------------- | -------------------------------------------- | ------------- | ---- |
| 1 | Nagu Rockstaar Musikvideo wurde nur in Estland veröffentlicht | Sven Lõhmus                                  | Vanilla Ninja | 2003 |
| 2 | Nero                                                          | David Brandes, Bernd Meinunger, Jane Tempest | Blue Tattoo   | 2005 |
| 3 | Never Gotta Know                                              | David Brandes, Bernd Meinunger, Jane Tempest | Blue Tattoo   | 2005 |
| 4 | No Regrets erschien als Single                                | Piret Järvis, Lenna Kuurmaa, David Brandes   | Encore        | 2021 |

## O
| # | Titel                       | Autoren                   | Album         | Jahr |
| - | --------------------------- | ------------------------- | ------------- | ---- |
| 1 | Operation B Duett mit B.D.Ö | B.D.Ö                     | –             | 2009 |
| 2 | Outcast                     | Sven Lõhmus, Piret Järvis | Vanilla Ninja | 2003 |

## P
| # | Titel                                                            | Autoren                                               | Album         | Jahr |
| - | ---------------------------------------------------------------- | ----------------------------------------------------- | ------------- | ---- |
| 1 | Pie Jiesu wurde auf Traces of Sadness (Live in Estonia) gespielt | Sven Lõhmus, Piret Järvis                             | –             | 2004 |
| 2 | Polluter                                                         | Sven Lõhmus, Piret Järvis                             | Vanilla Ninja | 2003 |
| 3 | Pray                                                             | Martin Fliegenschmidt, Lenna Kuurmaa, Claudio Pagonis | Love Is War   | 2006 |
| 4 | Psycho                                                           | Sven Lõhmus, Piret Järvis                             | Vanilla Ninja | 2003 |
| 5 | Purunematu estnische Version von Sugar and Honey                 | Sven Lõhmus                                           | Vanilla Ninja | 2003 |

## R
| # | Titel                         | Autoren                                                   | Album       | Jahr |
| - | ----------------------------- | --------------------------------------------------------- | ----------- | ---- |
| 1 | Rockstarz erschien als Single | Per Hendrik Aldeheim, Christian Neander, Michelle Leonard | Love Is War | 2006 |

## S
| # | Titel                                            | Autoren                                       | Album             | Jahr |
| - | ------------------------------------------------ | --------------------------------------------- | ----------------- | ---- |
| 1 | Say It Loud                                      | Bernd Meinunger, David Brandes                | Encore            | 2021 |
| 2 | Shadows on the Moon                              | Flo Peil, Piret Järvis, Martin Fliegenschmidt | Love Is War       | 2006 |
| 3 | Silence                                          | Michelle Leonard, Kiko Masbaum, Lenna Kuurmaa | Love Is War       | 2006 |
| 4 | Spirit of the Dawn                               | Martin Fliegenschmidt, Claudio Pagonis        | Love Is War       | 2006 |
| 5 | Spit It Out                                      | Sven Lõhmus, Piret Järvis                     | Vanilla Ninja     | 2003 |
| 6 | Stay Original: Chris Norman                      | David Brandes, Bernd Meinunger, Jane Tempest  | Traces of Sadness | 2004 |
| 7 | Sting of a Scorpion erschien als Single          | Bernd Meinunger, David Brandes                | –                 | 2024 |
| 8 | Sugar and Honey englische Version von Purunematu | Sven Lõhmus, Piret Järvis                     | Vanilla Ninja     | 2003 |

## T
| # | Titel                                 | Autoren                                                          | Album             | Jahr |
| - | ------------------------------------- | ---------------------------------------------------------------- | ----------------- | ---- |
| 1 | The Band That Never Existed           | Michelle Leonard, Lenna Kuurmaa, Martin Fliegenschmidt, Flo Peil | Love Is War       | 2006 |
| 2 | The Coldest Night                     | David Brandes, Bernd Meinunger, Jane Tempest                     | Blue Tattoo       | 2005 |
| 3 | The Look In Your Eyes                 | Bernd Meinunger, Piret Järvis, Lenna Kuurmaa                     | Encore            | 2021 |
| 4 | The Reason Is You erschien als Single | Steve Brooklyn                                                   | Encore            | 2021 |
| 5 | Tough Enough erschien als Single      | David Brandes, Bernd Meinunger, Jane Tempest                     | Traces of Sadness | 2003 |
| 6 | Toxic                                 | Sven Lõhmus, Piret Järvis                                        | Vanilla Ninja     | 2003 |
| 7 | Traces of Sadness                     | David Brandes, Bernd Meinunger, Jane Tempest                     | Traces of Sadness | 2004 |

## U
| # | Titel           | Autoren                                                                   | Album       | Jahr |
| - | --------------- | ------------------------------------------------------------------------- | ----------- | ---- |
| 1 | Undercover Girl | David Brandes, Bernd Meinunger, Jane Tempest, Lenna Kuurmaa, Piret Järvis | Blue Tattoo | 2005 |

## V
| # | Titel                                                                  | Autoren     | Album         | Jahr |
| - | ---------------------------------------------------------------------- | ----------- | ------------- | ---- |
| 1 | Vanad Teksad ja Kitarr estnische Version von Guitar and Old Blue Jeans | Sven Lõhmus | Vanilla Ninja | 2003 |

## W
| # | Titel                                                                                          | Autoren                                      | Album                   | Jahr |
| - | ---------------------------------------------------------------------------------------------- | -------------------------------------------- | ----------------------- | ---- |
| 1 | Waterfalls erschien als Single                                                                 | Bernd Meinunger                              | Encore                  | 2021 |
| 2 | When the Indians Cry erschien als Single, Original: Chris Norman Erstversion von Light of Hope | David Brandes, Bernd Meinunger, Jane Tempest | Traces of Sadness       | 2004 |
| 3 | Wherever                                                                                       | David Brandes, Bernd Meinunger, Jane Tempest | Traces of Sadness       | 2004 |
| 4 | White Flags                                                                                    | Bernd Meinunger, Piret Järvis, Lenna Kuurmaa | Encore (Deluxe Edition) | 2021 |
| 5 | Why                                                                                            | Sven Lõhmus, Piret Järvis                    | Vanilla Ninja           | 2003 |